# Family Harvest International
Family Harvest International är ett internationellt nätverk av karismatiska kyrkor och församlingar, bildat och lett av den kontroversielle amerikanske förkunnaren Robb Thompson. 
Thompson leder en stor församling i Chicago, sedan 1994 med namnet Family Harvest Church.